# Danaus (gènere)
Danaus és un gènere de lepidòpters papilionoïdeus de la família dels nimfàlids (Nymphalidae) coneguts vulgarment com a papallones tigre, monarca o reina. Les seves espècies habiten Amèrica del Nord, Sud-amèrica, Àfrica, Àsia, Indonèsia, Austràlia; ocasionalment arriben exemplars a l'Europa occidental. Per altres papallones tigre veure el gènere Parantica.

## Taxonomia
El gènere Danaus inclou 12 espècies:
- Danaus affinis (Fabricius, 1775) - Tigre malai
- Danaus chrysippus (Linnaeus, 1758) - Tigre comú, o reina africana.
- Danaus cleophile (Godart, 1819) - Monarca de Jamaica.
- Danaus dorippus (Klug, 1845) – Tigre Dorippus, abans inclosa en D. chrysippus.
- Danaus eresimus (Cramer, 1777) – Papallona soldat, reina del tròpic, inclou a D. plexaure.
- Danaus erippus (Cramer, 1775) – Monarca del sud.
- Danaus genutia (Cramer, 1779) – Tigre comú, monarca índia, tigre taronja.
- Danaus gilippus (Cramer, 1775) – Reina
- Danaus ismare (Cramer, 1780) – Tigre d'Ismare.
- Danaus melanippus (Cramer, 1777) – Tigre blanc, tigre comú, o tigre comú de l'est.
- Danaus petilia (Stoll, 1790) –
- Danaus plexippus (Linnaeus, 1758) – Papallona monarca